# Мельниченко Микола Олексійович
Микола Олексійович Мельниченко (1910, село Покровка Петропавлівського повіту Бакинської губернії, тепер Азербайджан) — український радянський діяч, голова Луцького міськвиконкому Волинської області.

## Біографія
Член ВКП(б).
У 1939—1941 роках — заступник завідувача сільськогосподарського відділу Волинського обласного комітету КП(б)У.
У 1941 році — 1-й секретар Голобського районного комітету КП(б)У Волинської області. Учасник німецько-радянської війни.
У 1945—1946 роках — заступник завідувача сільськогосподарського відділу Волинського обласного комітету КП(б)У.
У січні 1946 — січні 1948 р. — голова виконавчого комітету Луцької міської ради депутатів трудящих Волинської області.

## Нагороди
- орден Вітчизняної війни 1-го ст.
- орден Вітчизняної війни 2-го ст.
- орден Червоної Зірки
- медалі